# تقرير التقييم الخامس للجنة الدولية للتغيرات المناخية

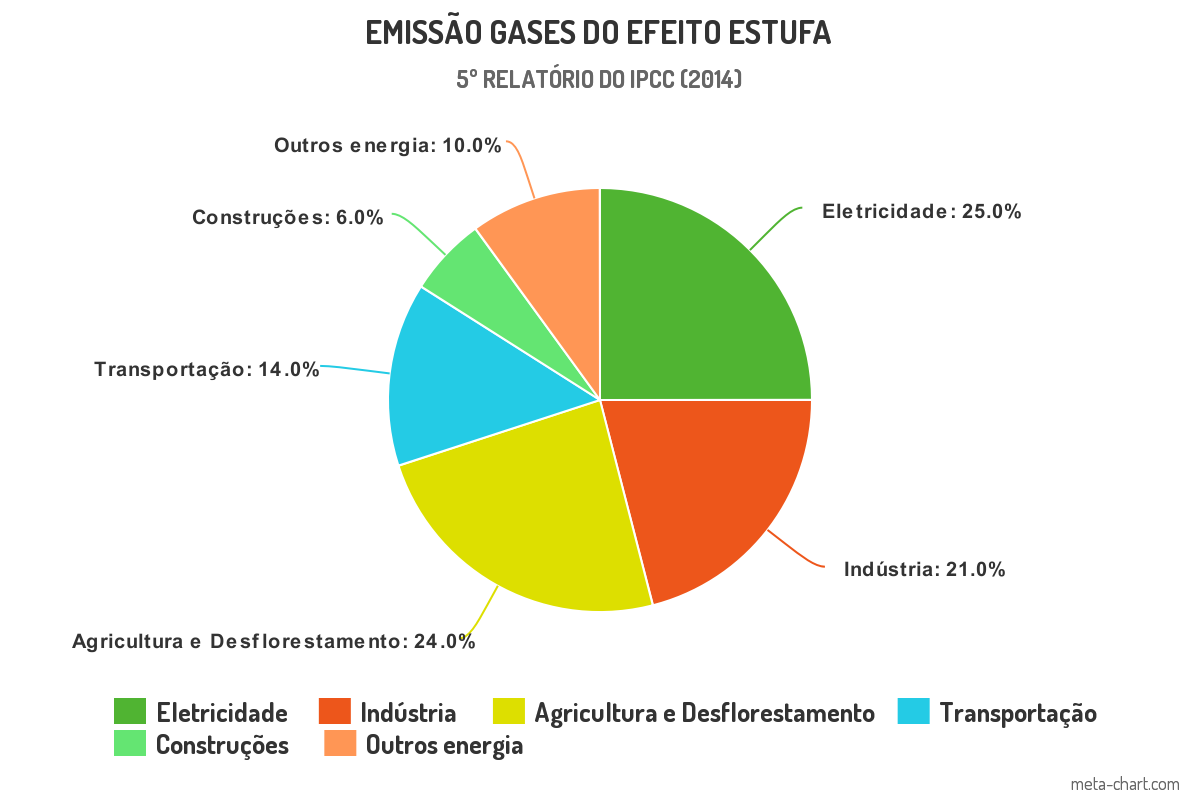

تقرير التقييم الخامس الصادر عن الهيئة الحكومية الدولية المعنية بتغير المناخ، هو الخامس في سلسلة هذه التقارير وانتُهي منه في عام 2014. طُور مخطط تقرير التقييم الخامس كما الحال مع التقارير السابقة، من خلال عملية تحديد النطاق التي ضمت خبراء التغير المناخي من جميع التخصصات ذات الصلة ومستخدمي تقارير الهيئة الحكومية الدولية المعنية بتغير المناخ، ولا سيما ممثلي الحكومات.
طُلب من الحكومات والمنظمات المشاركة في التقرير الرابع تقديم تعليقاتها وملاحظاتها كتابةً مع التقارير التي حللها الفريق. اتبع تقرير التقييم الخامس نفس الشكل العام في تقرير التقييم الرابع، مع ثلاثة من تقارير الأفرقة العاملة وتقرير توليفي. سُلم التقرير على مراحل، بدءًا من تقرير الفريق العامل الأول في سبتمبر 2013 والذي قدم تقريرًا عن أساسيات العلوم الفيزيائية، استنادًا إلى 9200 دراسة من دراسات استعراض الأقران. تستند التوقعات في تقرير التقييم الخامس إلى «مسارات التركيز التمثيلية».
تتوافق مسارات التركيز التمثيلية مع مجموعة واسعة من التغييرات المحتملة في انبعاثات غازات الدفيئة بشرية المنشأ في المستقبل. تتضمن مقالة مسار التركيز التمثيلي الرئيسية التغييرات المتوقعة في متوسط درجة حرارة سطح الأرض ومستوى سطح البحر. صدر التقرير التوليفي في 2 نوفمبر 2014، وفي الوقت المناسب لتمهيد الطريق للمفاوضات بشأن خفض انبعاثات الكربون في مؤتمر الأمم المتحدة المعني بالتغير المناخي في باريس أواخر عام 2015.
وفيما يلي تلخيص لاستنتاجات تقرير التقييم الخامس:
- الفريق العامل الأول: «الارتفاع في حرارة النظام المناخي أمر لا لبس فيه، وإن العديد من التغييرات المرصودة منذ خمسينيات القرن العشرين غير مسبوقة على مدى عقود إلى آلاف السنين».[8] «زادت تركيزات ثاني أكسيد الكربون والميثان وأكسيد النيتروز في الغلاف الجوي إلى مستويات غير مسبوقة في 800000 عام على الأقل».[9] إن تأثير الإنسان على النظام المناخي جليّ واضح. يُحتمل جدًا (احتمال 95-100%)[10] أن يكون التأثير البشري هو السبب المهيمن للاحترار العالمي بين عامي 1951 و2010.[11]
- الفريق العامل الثاني: «يزيد الاحترار [العالمي] المتزايد من احتمالية حدوث تأثيرات شديدة وواسعة الانتشار ولا رجعة فيها».[12] «تتمثل الخطوة الأولى نحو التكيف مع التغير المناخي في المستقبل في الحد من قابلية التأثر لتقلب المناخ الحالي والتعرض له».[13] «يمكن الحد من المخاطر الإجمالية لتأثيرات التغير المناخي من خلال الحد من معدل التغير المناخي وحجمه».[12]
- الفريق العامل الثالث: تشير التوقعات- دون تطبيق سياسات جديدة للتخفيف من التغير المناخي- إلى زيادة في متوسط درجة الحرارة العالمية في عام 2100 تقدر بين 3.7-4.8 درجة مئوية، مقارنة بمستويات ما قبل الصناعة (القيم المتوسطة، الذي يبلغ نطاقها 2.5-7.8 درجة مئوية بما في ذلك عدم اليقين المناخي).[14] «لا يتوافق المسار الحالي للانبعاثات العالمية السنوية والتراكمية لغازات الدفيئة مع الأهداف التي نوقشت على نطاق واسع للحد من ظاهرة الاحتباس الحراري عند 1.5-2 درجة مئوية فوق مستوى ما قبل العصر الصناعي».[15] تتوافق التعهدات المقدمة كجزء من اتفاقيات كانكون إلى حد كبير مع السيناريوهات الفعالة من حيث التكلفة والتي تعطي فرصة «محتملة» (66-100%) للحد من الاحترار العالمي (في عام 2100) إلى أقل من 3 درجات مئوية، مقارنة بمستويات ما قبل العصر الصناعي.[16]

## الوضع الحالي
يتكون تقرير التقييم الخامس من تقارير الأفرقة العاملة الثلاث وتقرير توليفي. نُشر تقرير الفريق العامل الأول في عام 2013، وانتُهي من باقي التقارير في عام 2014. أُصدرت ملخصات صانعي السياسات في 27 سبتمبر 2013 للتقرير الأول، وفي 31 مارس 2014 للتقرير الثاني بعنوان «الآثار والتكيف، والهشاشة»، وفي 14 أبريل 2014 للتقرير الثالث بعنوان «التخفيف من التغير المناخي».
- الفريق العامل الأول: أساسيات العلوم الفيزيائية، 30 سبتمبر 2013، ملخص لصانعي السياسات نُشر في 27 سبتمبر 2013.[17]
- الفريق العامل الثاني: الآثار والتكيف والضعف، 31 مارس 2014.
- الفريق العامل الثالث: التخفيف من آثار التغير المناخي، 15 أبريل 2014.
- التقرير التوليفي الخاص بتقرير التقييم الخامس، 2 نوفمبر 2014.

يقدم تقرير التقييم الخامس تحديثًا معرفيًا حول الجوانب العلمية والتقنية والاجتماعية والاقتصادية للتغير المناخي.
شارك في كتابة التقرير أكثر من 800 مؤلف، اختيروا من بين حوالي 3000 مرشح. عقدت اجتماعات للمؤلفين الرئيسيين وعدد من ورش العمل واجتماعات الخبراء لدعم عملية التقييم. نُشر جدول زمني لاجتماعات تقرير التقييم الخامس وفترات المراجعة والتواريخ المهمة الأخرى.
تسربت مسودات تقرير الفريق العامل الأول في 14 ديسمبر 2012، ونُشرت على الإنترنت. أُصدر ملخص صانعي السياسات في 27 سبتمبر 2013. حذر المسؤول في الأمم المتحدة هالدور ثورغيرسون، أنه على العلماء الاستعداد لازدياد الدعاية السلبية في ذلك الوقت، نظرًا لتمويل الشركات الكبرى ما يقوض علم المناخ. وقال: «إن المصالح الخاصة هي التي تدفع من أجل تشويه سمعة العلماء في كل وقت. علينا أن نستعد لذلك».
ألقى الأمين العام للأمم المتحدة بان كي مون كلمة أمام الهيئة الحكومية الدولية المعنية بتغير المناخ في ستوكهولم في 27 سبتمبر 2013 وذلك عند الانتهاء من أساسيات العلوم الفيزيائية. وصرح أن «الحرارة في أوجها، لا بد أن نتحرك». صرحت جينيفر مورغان من معهد الموارد العالمية: «نأمل أن تلهم الهيئة الحكومية الدولية المعنية بتغير المناخ القيادات، من الأم إلى مدير الأعمال، وصولًا إلى رئيس البلدية ورئيس الدولة». رد وزير الخارجية الأمريكي جون كيري على التقرير قائلًا «إنها دعوة إيقاظ أخرى: أولئك الذين ينكرون العلم أو يختارون الأعذار على العمل يلعبون بالنار».

## المؤلفون والمحررون
تأسست الهيئة الحكومية الدولية المعنية بتغير المناخ في عام 1988 من قبل المنظمة العالمية للأرصاد الجوية وبرنامج الأمم المتحدة للبيئة (يونيب) لتقييم المعلومات العلمية والتقنية والاجتماعية والاقتصادية المتعلقة بالتغير المناخي، وآثاره المحتملة وخيارات التكيف والتخفيف.
تلقت الهيئة الحكومية الدولية المعنية بتغير المناخ في مارس 2010، ما يقرب من 3000 ترشيحًا لمؤلفين من بين خبراء من جميع أنحاء العالم. قدمت الأفرقة العاملة الثلاث، المؤلفين المختارين والمحررين المراجعين لتقرير التقييم الخامس في جلسة المكتب المنعقدة في جنيف 19-20 مايو 2010.
جرى ترشيح العلماء والمتخصصين والخبراء المختارين وفقًا لإجراءات الهيئة الحكومية الدولية المعنية بتغير المناخ، أو من قبل مراكز التنسيق الوطنية للهيئة الحكومية الدولية المعنية بتغير المناخ، أو من قبل المنظمات المراقبة المعتمدة، أو من قبل المكتب. تلقت الهيئة الحكومية الدولية المعنية بتغير المناخ ترشيحات من الخبراء للمشاركة في تقرير التقييم الخامس بنسبة 50% أكثر مما حصلت عليه في تقرير التقييم الرابع. اختير حوالي 559 مؤلفًا ومحرّرًا مراجعًا لتقرير التقييم الرابع من بين 2000 مرشح مقترح.
أعلنت الهيئة الحكومية الدولية المعنية بتغير المناخ في 23 يونيو 2010 عن إصدار القائمة النهائية للمختارين من المؤلفين الرئيسيين المنسقين، والتي ضمت 831 خبيرًا اختيروا من مجالات تشمل الأرصاد الجوية والفيزياء وعلوم المحيطات والإحصاءات والهندسة والبيئة والعلوم الاجتماعية والاقتصاد. زادت مشاركة البلدان النامية مقارنة مع تقرير التقييم الرابع، مما يعكس الجهود المبذولة لتحسين التغطية الإقليمية في تقرير التقييم الخامس. اختير حوالي 30% من المؤلفين من البلدان النامية أو الاقتصادات التي تمر بمرحلة انتقالية. كان أكثر من 60% من الخبراء المختارين جددًا في عمليات الهيئة الحكومية الدولية المعنية بتغير المناخ، إذ طرحوا معارف ووجهات نظر جديدة.